# 温先星
温先星（1914年—1990年），男，江西石城人，中华人民共和国军事人物，中国人民解放军少将，第四、五届全国人大代表。